# Къща на Тонче Кадинмостки (Кюстендил)
Къщата на Тонче Кадинмостки е възрожденска къща в гр. Кюстендил, паметник на културата. Намира се на ул. „Цар Освободител“ № 191, в източната част на града, до къщата музей „Ильо войвода“.

## История и особености
Построена е през 1830-те години на Правата улица (дн. „Цар Освободител“). Състои се от сутерен и етаж с една ос на симетрия. Организиращо ядро на плановата композиция е отвореният чардак с кьошк от изток, с пряка връзка към салона и двете стаи. Южната стая има таван с осмоъгълно огледало. Салонът с камината има разпределителни функции. Северната стая е най-богато решена. Тя има зрителна връзка с Правата улица и входната порта. Стената с таблени долапи и алафранга с ниши е оцветена с характерното пръскано пастелно тониране в червено и синьо на бял фон. Тя е в хармония с пластичния обем на камината и декоративния таван-слънце. На източната стена е вградена резбована ниша за икона. Точните архитектурни детайли на колонките, парапетите, таванът на кьошка, таблените врати, стилните прозорци отнасят къщата към зрелите творби на кюстендилския дюлгерски еснаф.
След Освобождението (1878) в къщата е живял Тонче Кадинмостки, знаменосец в четата на Ильо войвода, на чието име е наречена. Къщата е елемент от Възрожденски ансамбъл „Ильо войвода“ и първоначално е приспособена за Дом на българо-съветската дружба.
Къщата е паметник на културата от местно значение. Собственост на Община Кюстендил.